# Info (유닉스)
info(인포)는 명령 줄 인터페이스에서 작업하는 하이퍼텍스트 멀티페이지 문서와 도움말 뷰어를 구성하는 소프트웨어 유틸리티이다.
Info는 texinfo 프로그램에 의해 생성된 정보(info) 파일을 읽고 트리를 탐색하고 상호 참조를 따르기 위한 간단한 명령이 포함된 트리로 문서를 표시한다. 예를 들어, 스페이스바를 누르면 현재 트리 노드 내에서 아래로 스크롤되거나 이미 현재 노드의 맨 아래에 있는 경우 현재 문서의 다음 노드로 이동하여 정보 파일의 내용을 순차적으로 읽을 수 있다.

## Info 리더 목록
- GNU info, distributed with Texinfo
- pinfo
- tkman
- tkinfo
- khelpcenter (click "Browse Info Pages")
- emacs
- info.vim (Vim plugin)
- vinfo (Vim help-files fashioned reading)
- GNOME Yelp

## 같이 보기
- 유닉스 명령어 목록